# Louis Szanto
Pour les articles homonymes, voir Szanto.
Louis Szanto né le 8 octobre 1889 à Vác et mort le 15 mars 1965 à New York est un peintre américano-hongrois,,.
Il participe à la compétition de peinture lors des Jeux olympiques d'été de 1936 de Berlin.